# Графинино
Графи́нино (рос. Графинино) — присілок у складі Земетчинського району Пензенської області, Росія.
Населення — 37 осіб (2010; 65 у 2002).
Національний склад станом на 2002 рік:
- росіяни — 95 %